# Acritas
Acritas is een geslacht van hooiwagens uit de familie Cosmetidae.
De wetenschappelijke naam Acritas is voor het eerst geldig gepubliceerd door Sørensen in 1932. 

## Soorten
Acritas is monotypisch en omvat slechts de volgende soort:
- Acritas bilineatus